# باتريس نوفو
باتريس نوفو (بالفرنسية: Patrice Neveu) مدرب كرة قدم فرنسي كان يتولى سابقاً تدريب منتخب موريتانيا لكرة القدم.

## شهرته
ذاع صيته لأول مرة مع منتخب غينيا في كأس الأمم الأفريقية 2006 بمصر عندما قاد المنتخب الغينى للدور الثامن. وقدم مستويات جيدة بالفوز على جنوب أفريقيا 2/0، وزامبيا 2/1، وسحق تونس حاملة اللقب 3/0، لكنه خسر بسبب نقص الخبرة أمام المنتخب السنغالي في الدور الثامن 3/2. تولى بعد ذلك تدريب الإسماعيلي المصري وقدم معه نتائج جيدة كانت سبباً في تأهله للدور الثامن لكاس الاتحاد الأفريقي وفوزه على النادي الأهلي في آخر مبارايات الدورى المصري عام 2006/2007 بنتيجة 1/0.
بعد ذلك الموسم ذهب إلى فرنسا بداعي العلاج وتأخر في العودة للنادي الإسماعيلي مع بداية الدور الثامن لكاس الاتحاد الأفريقي مما دعى إلى اقالته. بعدها درب نادي المغرب التطواني المغربي لفترة قصيرة ومن ثم درب منتخب الكونغو الديموقراطية ثم نادي سموحة المصري في عام 2010 خلفاً للمدرب محسن صالح وتمت اقالته في 30/11/2010 وتعيين حمزة الجمل خلفا له.
بعدها تولى تدريب منتخب موريتانيا لكرة القدم قبل أن ينفصل عنه بالتراضي،

## روابط خارجية
- باتريس نوفو على موقع قاعدة بيانات كرة القدم.إي يو (الإنجليزية)
- باتريس نوفو على موقع كووورة